# عبد الله بن حسين بلفقيه
عبد الله بن حسين بلفقيه (1198 - 1266 هـ) عالم وفقيه وشاعر صاحب التآليف العديدة. عرف عند أقرانه وشيوخه بتوسعه في الفقه خاصة وسائر الفنون عامة. وله حوادث ومناقشات علمية يرد بها على حاكم تريم تدل على غزارة علمه، وكان في مواقفه صريحا لا تأخذه لومة لائم في قول الحق، حتى لقد أوقف الحاكم عند حده.

## نسبه
عبد الله بن حسين بن عبد الله صاحب حمطوط بن علوي بن عبد الله بن عمر بن أحمد بن عبد الرحمن بلفقيه بن محمد بن عبد الرحمن الأسقع بن عبد الله بن أحمد بن علي بن محمد بن أحمد الشهيد بن الفقيه المقدم محمد بن علي بن محمد صاحب مرباط بن علي خالع قسم بن علوي بن محمد بن علوي بن عبيد الله بن أحمد المهاجر بن عيسى بن محمد النقيب بن علي العريضي بن جعفر الصادق بن محمد الباقر بن علي زين العابدين بن الحسين السبط بن علي بن أبي طالب، وعلي زوج فاطمة بنت محمد.
فهو الحفيد 31 لرسول الله محمد في سلسلة نسبه.

## مولده ونشأته
ولد بمدينة تريم في يوم السبت التاسع من شهر ذي الحجة سنة 1198 هـ، وبها نشأ وارتقى. وبادر أباه بإدماجه في حياة العلميين والمتصوفة منذ سن التمييز، فكان عائشا في حيلتهم ومختلطا بأوساطهم متثقفا ومتهذبا ومتربيا كما كان متشبعا بروحهم نزعة وميولا.

## شيوخه
أخذ عن أكثر من أربعين عالما منهم:
| - والده حسين بن عبد الله بلفقيه - أبو بكر بن عبد الله الهندوان - عبد الرحمن بن حامد المنفر - عمر بن أحمد الحداد - علوي بن أحمد الحداد | - عمر بن محمد بن سهل - عبد الله بن أحمد باسودان - علوي بن عمر الجفري - سقاف بن محمد الجفري - علوي بن سقاف السقاف | - عبد الرحمن بن محمد بن سميط - عبد الله بن حسين بن طاهر - طاهر بن حسين بن طاهر - عبد الله بن علي بن شهاب الدين - محمد بن علي الشوكاني | - عبد الرحمن بن سليمان الأهدل - يوسف بن محمد البطاح الأهدل - عقيل بن عمر بن يحيى - عمر بن عبد الرسول العطار - محمد صالح بن إبراهيم الريس |

## تلاميذه
وأما تلاميذه ومريدوه فكثير على اختلاف طبقاتهم وأجناسهم وأعمارهم وجهاتهم منهم:
| - أحمد بن علي الجنيد - عبد الرحمن بن علي السقاف | - أبو بكر بن عبد الله العطاس - علي بن محمد باعبود | - عيدروس بن عمر الحبشي - علي بن سالم ابن الشيخ أبي بكر بن سالم | - رضوان بن أحمد بارضوان |

## مؤلفاته
له عدد من المؤلفات منها:
| - «الفتاوى الفقهية» لخّصها عبد الرحمن المشهور في «بغية المسترشدين» - «بغية الناشد في أحكام المساجد» - «فتح العليم في بيان مسائل التولية والتحكيم» - «المسالك السوية إلى مناسك الوصية» - «كفاية الراغب شرح هداية الطالب» - «أرجوزة في التوحيد» وشرحها في «الدرر المفيدة» - «تمهيد الأصول في ألفاظ الفصول» - «قوت الألباب من مجاني جنى الآداب» | - «الهدية السنية لأهل الملة المحمدية» - «مطلب الأيقاظ في الكلام على شيء من غرر الألفاظ» - «بذل النحلة في تسهيل سلسلة الوصلة إلى سادات أهل القبلة» - «شفاء الفؤاد بإيضاح الإسناد» - «عقود الجمان والدر الحسان لأخبار الزمان» ديوان شعر - «منحة الإخوان بحل غريب الديوان» - «المقصد النفيس في شرح عقيدة الشيخ محمد صالح الرئيس» - مكاتباته في مجلد ضخم |

## ذريته
أبناؤه ثلاثة: حسين انقرض، ومحمد له عقب في إندونيسيا في بلد سورابايا، ومحي الدين وعقبه في حضرموت وجاوة.

## وفاته
توفي بتريم عشية يوم الأربعاء الثامن عشر من شهر ذي القعدة سنة 1266 هـ، وفي عصر اليوم التالي شيع في جماهير زاخرة من تريم وغيرها إلى ضريحه بتربة زنبل حيث مقابر أهله وأجداده.